# 山辺知春
山辺 知春（やまべ ともはる、1873年（明治6年）12月6日 - 1936年（昭和11年）11月21日）は、日本の宮内官僚。教育者。

## 経歴
福島県人の山辺知一の子。1898年（明治31年）、東京帝国大学文科大学哲学科を卒業。一年志願兵として陸軍歩兵少尉となり、その後中等教育に従事した。1903年（明治36年）、北白川宮成久王の教育掛となり、1910年（明治43年）より北白川宮家家令を務めた。その後宮内事務官・式部官を務めた。1922年（大正11年）、秩父宮別当に就任し、1926年（大正15年）からは北白川宮永久王・美年子女王・佐和子女王・多恵子女王の保育係を務めた。1930年（昭和5年）、宮中顧問官に就任し、北白川宮家別当となった。昭和11年11月21日卒去。墓所は青山霊園立山墓地。

## 著書
- 『中学修身教授提要』（大日本図書、1902年）